# Silvamethode
De Silvamethode is een in 1944, door de autodidacte parapsycholoog José Silva, ontwikkelde methode voor spirituele groei.
Aanhangers claimen met deze methode het bewustzijn vollediger te benutten en zo hun intelligentie, welzijn en succes te verhogen.
Dit meent men te bereiken door continu in een alpha-niveau te verkeren zodat lichaam en geest in een staat van weldadige ontspanning verkeren. Volgens het bedrijf Silva International Inc., dat miljoenen dollars verdient aan de verkoop van trainingen, heeft de stroming op dit moment wereldwijd 15 miljoen tevreden aanhangers. Er is echter geen wetenschappelijk bewijs dat de methode resultaat oplevert. 
De Silvamethode bevat onder andere ook telepathie (ESP) en lucide dromen.

## Bekende mensen die de methode beoefenen
Wayne Dyer beweert op de website van Silva International Inc., dat de methode hem heeft geholpen ziekten te overwinnen en hem meerdere operaties bespaard heeft.